# Mike Reilly
Pour le joueur de football canadien, voir Michael Reilly. Pour l'acteur canadien, voir Michael Riley. Pour l'arbitre de football, voir Mike Riley.
Pour les articles homonymes, voir Reilly (homonymie).
Michael Reilly, dit Mike Reilly, (né le 13 juillet 1993 à Chicago dans l'État d'Illinois aux États-Unis) est un joueur professionnel américain de hockey sur glace. Il évolue au poste de défenseur.

## Biographie

### Carrière en club
Reilly est sélectionné par les Blue Jackets de Columbus au 98e rang du repêchage d'entrée dans la LNH 2011 après évolué pour les écoles secondaires américaines. Il évolue durant une saison avec les Vees de Penticton dans la Ligue de hockey de la Colombie-Britannique avant de rejoindre les Golden Gophers de l'Université du Minnesota, avec lesquels il joue pour trois saisons.
Bien qu'il s'est distingué autant au niveau junior qu'au niveau universitaire, il ne signe pas de contrat avec les Blue Jackets et devient agent libre à l'été 2015. Profitant de son autonomie complète, il s'entend avec le Wild du Minnesota sur un contrat de deux ans. Il joue ses premiers matchs dans la Ligue nationale de hockey avec le Wild au cours de la saison 2015-2016, jouant 29 matchs, et joue le reste du temps dans la Ligue américaine de hockey avec le club-école en Iowa. 
Le 26 février 2018, il est échangé aux Canadiens de Montréal contre un choix de 5e ronde pour le repêchage d'entrée dans la LNH 2019.
Le 2 janvier 2020, il est échangé aux Sénateurs d'Ottawa en retour de l'attaquant Andrew Sturtz et d'un choix de 5e tour en 2021.
Au cours de l'été 2023, il signe un contrat d'un million de dollars avec les Panthers de la Floride. Il ne joue que deux matches avec ces derniers qui le placent au ballottage en novembre. Il est alors réclamé par les Islanders de New York avec lesquels il termine la saison.

### Carrière internationale
Il représente les États-Unis au niveau international.

## Statistiques

### En club
| Saison     | Équipe                  | Ligue      |     | Saison régulière | Saison régulière | Saison régulière | Saison régulière | Saison régulière |   | Séries éliminatoires | Séries éliminatoires | Séries éliminatoires | Séries éliminatoires | Séries éliminatoires |
| Saison     | Équipe                  | Ligue      | PJ  | B                | A                | Pts              | Pun              | PJ               | B | A                    | Pts                  | Pun                  |                      |                      |
| 2011-2012  | Vees de Penticton       | LHCB       | 51  | 24               | 59               | 83               | 42               | 15               | 1 | 7                    | 8                    | 10                   |                      |                      |
| 2012-2013  | Université du Minnesota | WCHA       | 37  | 3                | 11               | 14               | 14               | -                | - | -                    | -                    | -                    |                      |                      |
| 2013-2014  | Université du Minnesota | Big 10     | 41  | 9                | 24               | 33               | 18               | -                | - | -                    | -                    | -                    |                      |                      |
| 2014-2015  | Université du Minnesota | Big 10     | 39  | 6                | 36               | 42               | 44               | -                | - | -                    | -                    | -                    |                      |                      |
| 2015-2016  | Wild de l'Iowa          | LAH        | 45  | 5                | 18               | 23               | 10               | -                | - | -                    | -                    | -                    |                      |                      |
| 2015-2016  | Wild du Minnesota       | LNH        | 29  | 1                | 6                | 7                | 8                | -                | - | -                    | -                    | -                    |                      |                      |
| 2016-2017  | Wild du Minnesota       | LNH        | 17  | 1                | 0                | 1                | 2                | -                | - | -                    | -                    | -                    |                      |                      |
| 2016-2017  | Wild de l'Iowa          | LAH        | 57  | 5                | 25               | 30               | 48               | -                | - | -                    | -                    | -                    |                      |                      |
| 2017-2018  | Wild de l'Iowa          | LAH        | 1   | 1                | 0                | 1                | 2                | -                | - | -                    | -                    | -                    |                      |                      |
| 2017-2018  | Wild du Minnesota       | LNH        | 38  | 2                | 8                | 10               | 18               | -                | - | -                    | -                    | -                    |                      |                      |
| 2017-2018  | Canadiens de Montréal   | LNH        | 19  | 0                | 8                | 8                | 8                | -                | - | -                    | -                    | -                    |                      |                      |
| 2018-2019  | Canadiens de Montréal   | LNH        | 57  | 3                | 8                | 11               | 16               | -                | - | -                    | -                    | -                    |                      |                      |
| 2019-2020  | Canadiens de Montréal   | LNH        | 14  | 0                | 4                | 4                | 6                | -                | - | -                    | -                    | -                    |                      |                      |
| 2019-2020  | Sénateurs d'Ottawa      | LNH        | 30  | 1                | 11               | 12               | 18               | -                | - | -                    | -                    | -                    |                      |                      |
| 2020-2021  | Sénateurs d'Ottawa      | LNH        | 40  | 0                | 19               | 19               | 18               | -                | - | -                    | -                    | -                    |                      |                      |
| 2020-2021  | Bruins de Boston        | LNH        | 15  | 0                | 8                | 8                | 4                | 11               | 0 | 4                    | 4                    | 8                    |                      |                      |
| 2021-2022  | Bruins de Boston        | LNH        | 70  | 4                | 13               | 17               | 32               | 5                | 0 | 0                    | 0                    | 2                    |                      |                      |
| 2022-2023  | Bruins de Boston        | LNH        | 10  | 0                | 1                | 1                | 2                | -                | - | -                    | -                    | -                    |                      |                      |
| 2022-2023  | Bruins de Providence    | LAH        | 36  | 7                | 19               | 26               | 34               | 1                | 0 | 0                    | 0                    | 0                    |                      |                      |
| 2023-2024  | Panthers de la Floride  | LNH        | 2   | 0                | 0                | 0                | 2                | -                | - | -                    | -                    | -                    |                      |                      |
| 2023-2024  | Islanders de New York   | LNH        | 59  | 6                | 18               | 24               | 28               | 5                | 1 | 1                    | 2                    | 0                    |                      |                      |
| Totaux LNH | Totaux LNH              | Totaux LNH | 400 | 18               | 104              | 122              | 162              | 21               | 1 | 5                    | 6                    | 10                   |                      |                      |

### En équipe nationale
| Année | Compétition                 |    | PJ | B | A | Pts | Pun                |  | Résultat |
| 2013  | Championnat du monde junior | 7  | 1  | 2 | 3 | 4   | Médaille d'or      |  |          |
| 2015  | Championnat du monde        | 10 | 0  | 1 | 1 | 0   | Médaille de bronze |  |          |

## Trophées et honneurs personnels

### Ligue de hockey de la Colombie-Britannique (LHCB)
- 2011-2012 : 
  - nommé meilleur défenseur de la division Interior
  - nommé dans la première équipe d'étoiles de la division Interior
  - nommé dans l'équipe d'étoiles des recrues
  - champion de la LHCB avec les Vees de Penticton
  - champion de la Coupe Doyle avec les Vees de Penticton

### National Collegiate Athletic Association (NCAA)
- 2013-2014 :
  - nommé joueur défensif de l'année de Big 10
  - nommé dans la première équipe d'étoiles de Big 10
  - nommé dans la première équipe d'étoiles de la région Ouest de la NCAA
- 2014-2015 :
  - nommé joueur défensif de l'année de Big 10
  - nommé dans la première équipe d'étoiles de Big 10
  - nommé dans la première équipe d'étoiles de la région Ouest de la NCAA
  - finaliste du trophée Hobey-Baker